# Glacier du Nant-Blanc
Le glacier du Nant-Blanc est un glacier du massif du Mont-Blanc. Il mesure environ 2 km de long et est issu des chutes de séracs provenant de la face nord-ouest de l'aiguille Verte, face également nommée « Nant Blanc ».

Vue du glacier du Nant-Blanc au pied des Drus depuis le signal Forbes à l'ouest.